# Charles Monnet
Charles Monnet (Parigi, 10 gennaio 1732 – Parigi, 19 marzo 1819) è stato un pittore, disegnatore e illustratore francese.

## Biografia
Allievo di Restout, Charles Monnet vinse il primo premio di pittura all'Académie Royale nel 1765. Nominato pittore del re, realizzò due composizioni mitologiche per le soprapporte della sala da pranzo del Petit Trianon di Versailles, Borea e Orizia e Zefiro e Flora, consegnate nel 1768. Sebbene fosse un laureato dell'Académie Royale, non fu mai ammesso, ma solo accettato, anche se espose comunque regolarmente al Salon. Concluse la sua carriera come insegnante di disegno alla scuola di Saint-Cyr.
Pittore e disegnatore prolifico, Charles Monnet fu uno dei più famosi illustratori della fine del XVIII secolo. È particolarmente noto per le sue illustrazioni incise da Heinrich Guttenberg (Il patriottismo degli abitanti di Calais, 1784), da Pierre Duflos il Giovane nel 1785 per l'Abrégé de l'histoire universelle en figures di Jean-François Vauvilliers, della Rivoluzione francese - quindici tavole di acqueforti incise da Duclos e Duplessis-Bertaux - e quelle della Storia della Francia sotto l'Impero. Illustrò anche parte dell'edizione Basan e Le Mire delle Metamorfosi di Ovidio (1767-1771), poi, con Moreau, Marillier e Pietro Antonio Martini, i Romanzi e racconti di Voltaire nel 1778 e le Opere di Salomon Gessner nel 1790, la prima edizione delle opere complete di Antoine Bertin, incise da Jean-Louis Anselin (1791), e Le relazioni pericolose di Laclos (con l'incisore Philippe Trière) nell'edizione di Londra del 1796. Il suo Ritratto di Claude Fleury è stato inciso da Jean-César Macret.
Il Museo della Rivoluzione Francese conserva numerose stampe di Charles Monnet.
Monnet morì al 99 di rue de Chaillot il 19 marzo 1819, all'età di 87 anni, presso l'Istituto sainte-Pierrine, nell'ex 1º arrondissement di Parigi.